# Abergement-le-Petit
Abergement-le-Petit är en kommun i departementet Jura i regionen Bourgogne-Franche-Comté i östra Frankrike. Kommunen ligger i kantonen Poligny som tillhör arrondissementet Lons-le-Saunier. År 2022 hade Abergement-le-Petit 48 invånare.

## Befolkningsutveckling
Antalet invånare i kommunen Abergement-le-Petit
Referens:INSEE